# Schloss Sarching

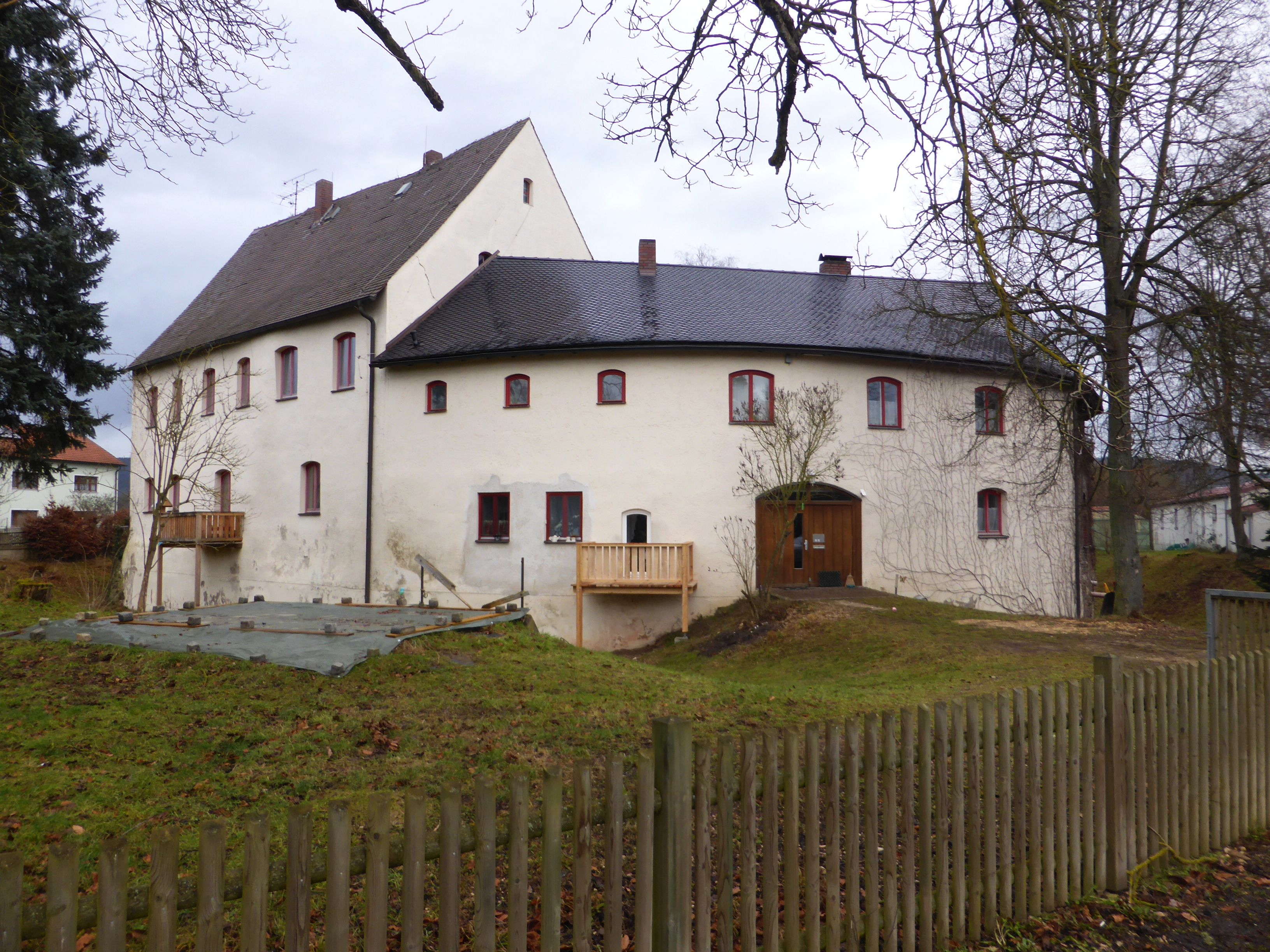
Schloss Sarching (2015)

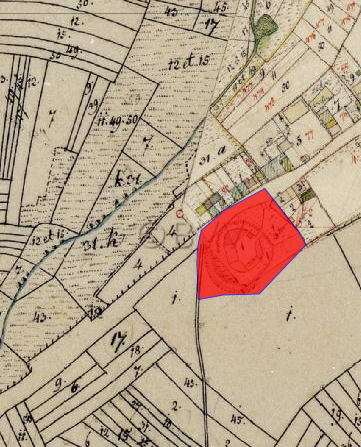
Lageplan von Schloss Sarching auf dem Urkataster von Bayern

Das Schloss Sarching befindet sich im gleichnamigen Gemeindeteil Sarching der Gemeinde Barbing im Oberpfälzer Landkreis Regensburg (Obere Dorfstraße 2). Die Anlage ist unter der Aktennummer D-3-75-117-11 als denkmalgeschütztes Baudenkmal von Sarching verzeichnet. Ebenso wird sie als Bodendenkmal unter der Aktennummer D-3-6939-0073 im Bayernatlas als „archäologische Befunde im Bereich des ehem. Schlosses von Sarching, zuvor mittelalterliche Burg“ geführt.

## Geschichte
Sarching wird zwischen 1030 und 1035 wegen der Übergabe von zwei Huben zu Sigrihingun an das Kloster St. Emmeram erwähnt.
Ein Jahrhundert später werden Hochstiftministerialen erwähnt, die sich nach diesem Ort nennen. Um 1134 beurkundet Bischof Heinrich I., dass er verschiedene Güter, die zurzeit noch ministeriali beati Petri et alii von ihm als Lehen innehaben, nach der Lehensrückgabe dem Kloster Prüll übereignen würde. Aus dem Lehen des Hartwich und des Perchtold von Sarching würden verschiedene Güter dazu gegeben werden, falls die beiden ohne männliche Nachkommen versterben sollten. Diese Herrn von Sarching müssen also Inhaber eines erblichen Lehens von bedeutendem Umfang gewesen sein. Hartwich von Sarching wird 1147 als miles (= Ritter) bezeichnet. Daraus lässt sich schlussfolgern, dass ein befestigter Sitz in Sarching bereits im 12. Jahrhundert bestanden haben muss. In der ersten Hälfte des 13. Jahrhunderts erscheinen die Brüder Heinrich, Konrad und Ortlieb mehrmals in bischöflichen Urkunden. Zwischen 1235 und 1282 ist ein Albert von Sarching überliefert. 1267 wird dieser Albert als Enkel des Palwin von Barbing erwähnt, als letzterer einen Zehnt an einen Regensburger Bürger verkauft. Albert muss vor dem 19. November 1282 verstorben sein, da seine Lehen damals bereits an den Bischof heimgefallen waren. In dieser Zeit erscheint auch ein Hermannus de Seirching, der bereits 1268 als Bürge fungiert, dem 1289 hochstiftischer Besitz in Sarching verpfändet wird und dem 40 Pfund Regensburger Pfennige für seine Burghut zu Sarching (ratione Purghute sue) ausbezahlt werden. In der zweiten Hälfte des 13. Jahrhunderts werden noch ein Läutwin von  Sarching (1269) und ein Domherr Ortlieb von Sarching (1284, 1290) genannt. Erst im 14. Jahrhundert tauchen wieder Sarchinger auf, in der Regel aber als Regensburger Bürger. Sie halten aber weiterhin den Sitz zu Sarching, obwohl sie nicht mehr dort wohnen. So wird 1327 der Sitz zu Sarching als im Besitz des verstorbenen Bürgers Gamerit von Soerching genannt. Dem Gamerit zu Regensburg, genannt von Soerching wird 1377 von den Herzögen Ott und Friedrich gestattet, die vest und pfleg zu Donaustauf von dem damaligen Pfleger Peter dem Ekker einzulösen (bis 1385 ist er dann hier als Pfleger tätig), bis 1392 hatte er die Festung Hohenburg vom Hochstift Regensburg als Pfand inne und er war 1393 auch im Pfandbesitz der Burg Eitting. Er scheint auch als Richter in der Vorstadt auf.
Nach dem ohne männliche Erben verstorbenen Gamerit von Soerching († 1395) wird 1403 dessen Schwiegersohn Chonrat der Dürnsteter in einem Schiedsgerichtsverfahren als Besitzer von Veste und Dorf Särching bestätigt. 1405 wird festgehalten, dass dieser Konrad und seine Frau nach ihrem Tod dem Regensburger Stadtrat ihre Veste Särching vermachen. Konrad ist übrigens nicht der Gründer der Burg, wie dies bei einer irrigen Interpretation eines missverständlichen Passus in einer Bischofsurkunde (Conradus Durnsteter fundator) behauptet wird, sondern nur Stifter einer Messe zu Sarching für die Burgkapelle am 14. März 1404. 1407 kommt die Reichsstadt Regensburg von Haymeram Gumprecht in den Besitz von Sarching. 1450 wird Sarching als Schrannenort genannt.
1417 erwirbt der Deutsche Orden unter dem Komtur Johannes von Gumppenberg den Besitz in Sarching von der Stadt Regensburg. Die Reichsstadt konnte eine 1323 nachträglich ausgehandelte Verlängerung des Rückkaufrechts nicht mehr ausnutzen. Der Deutsche Orden übte hier 1781 die niedere Gerichtsbarkeit über die 52 Untertanen auf den 12 Höfen des Ortes aus. Besondere Bedeutung hatte Schloss Sarching als Unterkunft für Reichstagsgesandte.
Bis zum Ende der Deutschordenskommende Regensburg 1809 blieben die geschlossene Hofmark und die Burg im Besitz dieses Ordens.

## Schloss Sarching einst und jetzt

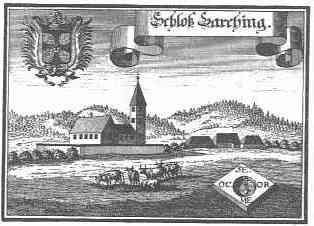
Schloss Sarching nach einem Stich von Michael Wening von 1721

Nach Apian stand hier im 16. Jahrhundert eine Arx, wobei seine Abbildung eine Burg mit einem Mauerbering, einem Gebäude, einem Bergfried und einem kleineren Torturm zeigt. Nach Michael Wening heißt es: Das Schlößl umbfanget ein trockener Graben unnd hohe Mauern; im Dreißigjährigen Krieg ist es durch einen Brand zerstört aber nach 1666 wieder aufgebaut worden. Der nicht sehr genaue Stich von Michael Wening von 1721 zeigt niedrige Mauerzüge mit einem unzutreffenden eckigen Verlauf sowie ein größeres Gebäude mit einem Burgturm, der mit einem Zeltdach gedeckt ist. Auch in Abbildungen zu Beginn des 19. Jahrhunderts wird die Anlage noch so gezeichnet. Die Burg war über eine Zugbrücke und eine Toranlage erreichbar; vom Bering führte eine Zugbrücke zu dem Wohngebäude.
Innerhalb der Hofmark befand sich auch die St.-Ulrichs-Kapelle, ein Benefiziatenhaus und das Amts- oder Gerichtsdienerhaus. Diese Schlosskapelle wurde 1807 zerstört.
An der Stelle der ehemaligen Niederungsburg liegt heute ein bäuerliches Anwesen mit durchaus schlossartigem Charakter im südwestlichen Randbereich des Ortes. Dieser zweigeschossige und giebelständige Satteldachbau mitsamt dem Anbau  stammt im Kern aus dem 16./17. Jahrhundert. Ein Grabenrest mit einer mittelalterlichen Futtermauer aus Bruchstein ist vorhanden. Die ovale Grundform der Anlage erreicht maximal 50 m im Durchmesser.